# Stosunki Białorusi z Unią Europejską
Po uzyskaniu przez Białoruś niepodległości, kraj ten otrzymywał dużą pomoc ze strony Unii Europejskiej. 6 marca 1995 roku podpisano układ o partnerstwie i współpracy, jednak nie wszedł on w życie. Powodem ochłodzenia wzajemnych stosunków było dojście do władzy Aleksandra Łukaszenki i ograniczenie przez niego demokracji na Białorusi. W listopadzie 1996 roku zmienił on konstytucję, znacznie wzmacniając swoją pozycję i ograniczając wolność mediów. Spowodowało to sankcje ze strony UE: zawieszono część układu o partnerstwie i współpracy, która dotyczyła handlu, wstrzymano techniczną pomoc ze strony UE oraz zamrożono kontakty na szczeblu ministerialnym.
W połowie 1998 roku, gdy władze Białorusi naruszyły eksterytorialność działających tam misji dyplomatycznych państw UE, Rada UE przyjęła wspólne stanowisko, w którym zaleciła wycofanie swoich przedstawicieli z Mińska i wezwała Białoruś do wykonania wzajemnego ruchu. Wydała również zakaz wydawania przedstawicielom Białorusi wiz wjazdowych na teren UE.
W dniach 2–9 grudnia 1998 roku odbyły się wzajemne rozmowy, w wyniku których 22 lutego 1999 Rada Unii Europejskiej anulowała wspólne stanowisko wydane w połowie poprzedniego roku. Stopniowo znoszono również inne sankcje, jednak było to uzależnione od wypełniania przez Białoruś zaleceń OBWE.
Mimo postępów, rządy Łukaszenki nadal budziły zastrzeżenia. Jesienią 2000 roku na Białorusi odbyły się wybory parlamentarne, które zostały zbojkotowane przez część opozycji z powodu ograniczeń w dostępie do mediów i rejestracji kandydatów. Unia nie wysłała tam swoich obserwatorów, ale też nie uznała prawomocności wyborów. Po reelekcji w 2001 roku Aleksander Łukaszenka próbował zmienić nastawienie Zachodu do siebie, jednak bezskutecznie. Część państw UE uznawała go nawet na przełomie 2002/2003 za persona non grata.
W 2004 roku, po kolejnych, budzących liczne zastrzeżenia wyborach i referendum, dzięki któremu Łukaszenka umożliwił sobie pozostanie na stanowisku prezydenta bez ograniczenia liczby kadencji, UE wprowadziła kolejne sankcje. Kontakty dyplomatyczne ograniczono do tych najważniejszych na najwyższych szczeblach, a programy pomocowe zredukowano do tych służących demokratyzacji Białorusi i pomocy jej ludności. Jednocześnie jednak UE zaoferowała gotowość do zniesienia restrykcji w razie zmian na Białorusi. W 2004 roku Komisja Europejska zainicjowała spotkania w sprawie pomocy rozwoju demokracji i wolnego rynku na Białorusi, a w 2005 Rada UE zdecydowała o pomocy finansowej i transgranicznej.
W wyniku kolejnych pogwałceń demokracji podczas wyborów prezydenckich na Białorusi w marcu 2006 roku Rada UE potępiła je i wydała decyzję o zakazie wydawania wiz wjazdowych na teren UE wszystkim urzędnikom reżimu Łukaszenki, którzy przyczynili się do złamania międzynarodowych standardów i o zamrożeniu ich aktywów.
21 listopada 2006 roku komisarz ds. stosunków zewnętrznych i Europejskiej Polityki Sąsiedztwa, Benita Ferrero-Waldner, wydała dokument, w którym zaproponowała Białorusi szereg korzyści, jakie może ona odnieść, jeśli powróci ona na drogę demokracji. Mimo to w 2007 roku na Białorusi, podczas wyborów lokalnych, doszło do kolejnych ograniczeń wolności, co spowodowało utrzymanie chłodnych stosunków z UE.
Po zaangażowaniu się przez Białoruś w proces rozwiązania konfliktu rosyjsko-ukraińskiego i zaoferowaniu stolicy Białorusi jako miejsca rozmów pokojowych Unia Europejska zniosła większość sankcji wobec Białorusi w 2016 r.
W 2016 roku utworzona została Grupa Koordynacyjna Białoruś-UE, która stała się głównym formatem dialogu nt. współpracy dwustronnej.
Istotnym czynnikiem wspierającym rozwój współpracy z UE i krajami członkowskimi Wspólnoty (zwłaszcza z Polską oraz Litwą i Łotwą) była dokonana w latach 2015–2019 przez władze Białorusi stopniowa, częściowa liberalizacja wizowa. Wsparciem z drugiej strony dla tego procesu stało się podpisanie 8 stycznia 2020 roku w Brukseli umowy pomiędzy Białorusią i Unią Europejską o ułatwieniach wizowych dla obywateli białoruskich.
W 2016 roku dwukrotnie zwiększony został budżet unijnej pomocy technicznej dla Białorusi (do 27 mln EUR), która przeznaczana była m.in. na modernizację infrastruktury granicznej i celnej, pilotażowe projekty w energetyce, ekologii, transporcie, rolnictwie ochronie środowiska, edukacji itp.
W 2019 roku Unia Europejska była po Rosji największym rynkiem zbytu dla białoruskiego eksportu. Była też ważnym źródłem importu oraz istotnym źródłem bezpośrednich inwestycji zagranicznych na Białorusi, choć tutaj udział UE jest skromniejszy aniżeli w strukturze handlu.